# 劉曰材
劉曰材（1523年—？），字汝成，號湖山，江西南昌府南昌縣人，明朝政治人物。

## 生平
江西鄉試第四十九名舉人。嘉靖三十二年（1553年）中式癸丑科會試第一百九十八名，三甲第九十三名進士。礼部观政，嘉靖三十三年（1554年）任廣東韶州府推官。升禮部主事，历精膳司郎中，出為山西右参政，駐守徐沟。隆慶三年（1569年）正月升陕西按察使，四年三月升河南右布政使，五年正月升本省左布政，告归。萬曆二年（1574年）六月復官至陝西左布政使，入京觐见時去世。

## 家族
曾祖劉伯韶；祖父劉廷璋；父劉仕沃，號鑑塘；母何氏，封太安人。具庆下。弟劉曰楨。弟刘曰桢。
子劉一焜，官至浙江巡撫。劉一煜，兵部郎中。劉一燝，熹宗初年任內閣首輔。